# 1931 chez Disney
L'année 1931 au sein de la société Walt Disney Productions est marquée les productions des Silly Symphonies.

## Résumé

### Autres médias
En 1931, la société Hall Brothers (depuis Hallmark Cards) obtient une licence de Walt Disney Productions pour des cartes de vœux basées sur les personnages du studio.

## Événements

### Janvier
- 6 janvier 1931, Sortie du Mickey Mouse Le Goûter d'anniversaire (The Birthday Party)[2],[3]

### Février
- 10 février 1931, Sortie de la Silly Symphony Woody goguenarde[2]
- 16 février 1931, la MPAA demande au studio Disney de réduire ou supprimer les pis des vaches des courts métrages d'animation dont ceux de Clarabelle considérés comme surdimensionnés[4],[5].

### Mars
- 7 mars 1931, Sortie du Mickey Mouse Mickey et les Embouteillages (Traffic Troubles)[6]
- 31 mars 1931, Walt Disney Productions intente un procès pour violation de droits d'auteurs pour l'usage de Mickey Mouse contre Pathé Exchange et Van Beuren Studios, demandant 1 million d'USD[7].

### Avril
- 6 avril 1931, Sortie du Mickey Mouse L'Esseulé (The Castaway)[8]
- 16 avril 1931, Sortie de la Silly Symphony Les Chansons de la mère l'oie[9] (ou 17 avril)
- 17 avril 1931, Sortie de la Silly Symphony Les Chansons de la mère l'oie[10]

### Mai
- 3 mai 1931, Sortie du Mickey Mouse La Chasse à l'élan (The Moose Hunt)[11] (ou 8 mai) dans lequel Pluto acquiert son nom définitif
- 8 mai 1931, Sortie du Mickey Mouse La Chasse à l'élan (The Moose Hunt)[12]
- 23 mai 1931, Sortie de la Silly Symphony L'Assiette de porcelaine[13] (ou 25 mai)
- 25 mai 1931, Sortie de la Silly Symphony L'Assiette de porcelaine[14] (ou 23 mai)

### Juin
- 6 juin 1931, Sortie du Mickey Mouse The Delivery Boy[15] (ou 13 juin)
- 13 juin 1931, Sortie du Mickey Mouse The Delivery Boy[16] (ou 6 juin)
- 22 juin 1931
  - Sortie du Mickey Mouse Mickey est de sortie (Mickey Steps Out)[17] (ou 7 juillet)
  - Sortie de la Silly Symphony En plein boulot

### Juillet
- 7 juillet 1931, Sortie du Mickey Mouse Mickey est de sortie (Mickey Steps Out)[18] (ou 22 juin)
- 28 juillet 1931, Sortie de la Silly Symphony The Cat's Nightmare[19],[20]

### Août
- 18 août 1931, Sortie du Mickey Mouse Rythme en bleu (Blue Rhythm)[21]
- 21 août 1931, Sortie de la Silly Symphony Mélodies égyptiennes (Egyptian Melodies)[22] (ou 27 août)
- 27 août 1931, Sortie de la Silly Symphony Mélodies égyptiennes (Egyptian Melodies)[23] (ou 21 août)

### Septembre
- 14 septembre 1931, Sortie du Mickey Mouse Fishin' Around[24] (ou 25 septembre)
- 25 septembre 1931, Sortie du Mickey Mouse Fishin' Around[25] (ou 14 septembre=)
- 30 septembre 1931, Sortie de la Silly Symphony The Clock Store[26]

### Octobre
- 16 octobre 1931, Sortie de la Silly Symphony The Spider and the Fly[27] (ou 23 octobre)
- 19 octobre 1931, Sortie du Mickey Mouse Diffusion Maison (The Barnyard Broadcast)[28]
- 20 octobre 1931, Sortie de la Silly Symphony The Fox Hunt[29] (ou 21 octobre ou 20 novembre)
- 21 novembre 1931, Sortie de la Silly Symphony The Fox Hunt[30] (ou 20 octobre ou 20 novembre)
- 23 octobre 1931, Sortie de la Silly Symphony The Spider and the Fly[31] (ou 16 octobre)

### Novembre
- 4 novembre 1931, Sortie du Mickey Mouse The Beach Party[32]
- 20 novembre 1931, Sortie de la Silly Symphony The Fox Hunt[33] (ou 20 octobre ou 21 octobre)
- 30 novembre 1931, Sortie du Mickey Mouse Mickey jardinier (Mickey Cuts Up)[34] (ou 2 décembre)

### Décembre
- 2 décembre 1931, Sortie du Mickey Mouse Mickey jardinier (Mickey Cuts Up)[35] (ou 30 novembre)
- 9 décembre 1931, Sortie du Mickey Mouse Les Orphelins de Mickey (Mickey's Orphans)[36]
- 16 décembre 1931, Sortie de la Silly Symphony Le Vilain Petit Canard[37] (ou 17 décembre)
- 17 décembre 1931, Sortie de la Silly Symphony Le Vilain Petit Canard[38] (ou 16 décembre)